# Модель Кокса-Ингерсола-Росса
Модель Кокса-Ингерсола-Росса (CIR-модель, модель квадратного корня)  - стохастическая модель динамики краткосрочной ставки с возвратом к среднему уровню (по аналогии с моделью Васичека), а также с зависимостью волатильности ставки от уровня ставки (точнее от ее квадратного корня).
Зависимость стохастической компоненты от квадратного корня уровня ставки приводит к том, что распределение процентной ставки не является нормальным (как для модели Васичека), а является процессом с нецентральным хи-квадрат распределением.
Модель квадратного корня нередко применяется при моделировании не только процентных ставок, но и других случайных процессов.

## Математическая модель
Модель в форме стохастического дифференциального уравнения имеет вид:
{\displaystyle dr_{t}=k(\theta -r_{t})dt+\sigma {\sqrt {r_{t}}}dW_{t}},    где  {\displaystyle k\theta >=\sigma ^{2}}
Математическое ожидание и дисперсия процесса равны
{\displaystyle \operatorname {E} [r_{t}\mid r_{0}]=r_{0}e^{-kt}+\theta (1-e^{-kt})}, поэтому долгосрочная средняя величина ставки равна {\displaystyle \theta }
{\displaystyle \operatorname {Var} [r_{t}\mid r_{0}]=r_{0}{\frac {\sigma ^{2}}{k}}(e^{-kt}-e^{-2kt})+{\frac {\theta \sigma ^{2}}{2k}}(1-e^{-kt})^{2}}, поэтому долгосрочная дисперсия ставки равна {\displaystyle {\frac {\theta \sigma ^{2}}{2k}}}

## Кривая доходности
Предполагая, что процесс CIR задан в риск-нейтральной мере можно показать, что стоимость дисконтной облигации при таком процессе должна быть равна
{\displaystyle P(t,T)=A(t,T)e^{-B(t,T)r_{t}}}
где {\displaystyle A(t,T)=\left({\frac {2he^{(k+h)(T-t)/2}}{2h+(k+h)(e^{h(T-t)}-1)}}\right)^{2k\theta /\sigma ^{2}}}
{\displaystyle B(t,T)={\frac {2(e^{h(T-t)}-1)}{2h+(k+h)(e^{h(T-t)}-1)}}}
{\displaystyle h={\sqrt {k^{2}+2\sigma ^{2}}}}
Можно показать, что для достаточно больших срочностей (формально - на бесконечном сроке) кривая доходности не зависит от текущей спот-ставки и зафиксирована на уровне:
{\displaystyle r(t,{\infty })=\theta {2k \over k+h}=\theta {2 \over 1+{\sqrt {1+2(\sigma /k)^{2}}}}}
То есть спот-ставки на достаточно длинные ставки немного ниже среднего уровня краткосрочной ставки. Они совпадают лишь в предельных случаях нулевой волатильности или бесконечно большой скорости возврата к среднему уровню.

## Безарбитражная модель CIR
Модель без дополнительных ограничений на параметры не является безарбитражной. Ограничение на параметры модели, приводящее к ее безарбитражности (согласно HJM-подходу) носит сложный характер для данной модели.

## Связанные понятия
- Диффузионные модели динамики краткосрочной ставки
- Модель Васичека
- Модель Халла-Уайта